# Форрест, Александр
Александр Форрест (22 сентября 1849 — 20 июня 1901) — австралийский путешественник, мэр Перта.

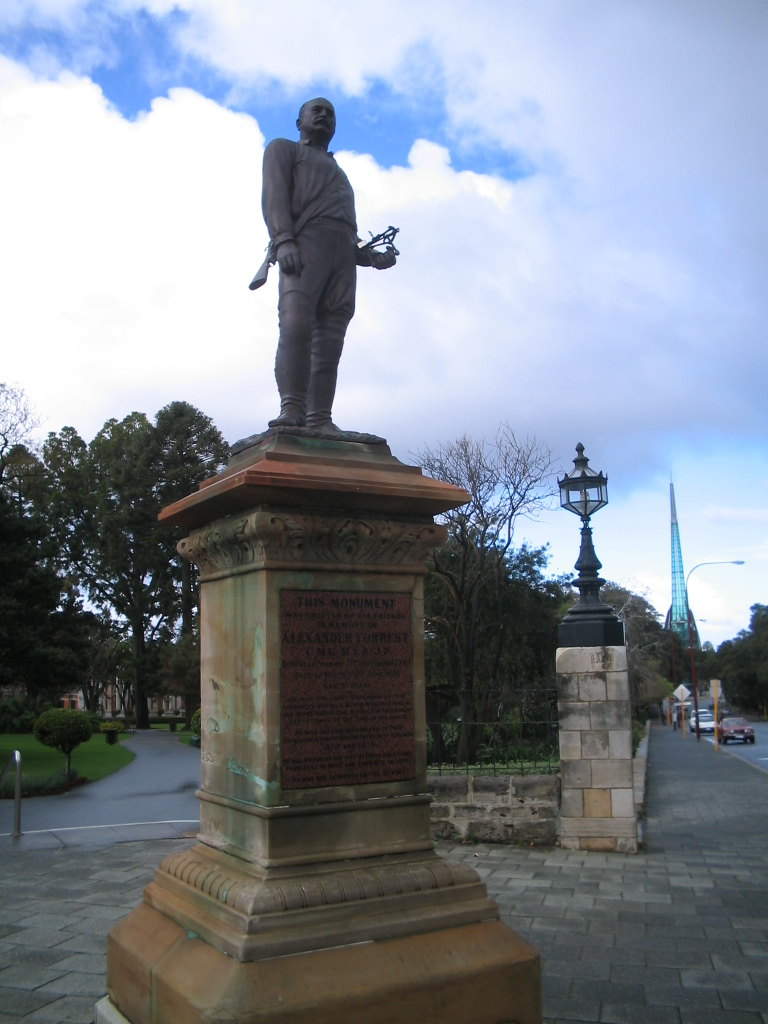
Памятник Александру Форресту в Перте

Родился 22 сентября 1849 года недалеко от города Банбери. Начальное образование получил в государственной школе в Банбери и продолжил учёбу в школе Хэйл в Перте.
В 1870 и 1874 годах принимал участие в экспедициях, организованным его старшим братом Джоном Форрестом.
В 1879 году совершил первую самостоятельную экспедицию в Северо-Западную Австралию, где обследовал долину реки Фицрой, которая вскоре была заселена поселенцами. Также он впервые исследовал расчленённое плато Кимберли, причём открыл и осмотрел южную часть хребта Кинг-Лиополд. По итогам своего путешествия Форрест в 1880 году опубликовал в Перте «Journal of Expedition from De Grey to Port Darvin».
C 1887 года Форрест занялся политикой и в 1893—1895 и 1898—1900 годах был мэром Перта.
Скончался в Перте 20 июня 1901 года.